# Jameela
Jameela ist eine Gattung aus der Familie der Bläulinge. Sie wurde anhand von zwei Arten, die aus der Gattung Erysichton wegen molekulargenetischer und morphologischer Unterschiede ausgegliedert wurden, aufgestellt. Auch die Lebensweise der Raupen unterscheidet sich deutlich und bestätigt die Trennung. Jameela palmyra ernährt sich von parasitisch lebenden Riemenblumengewächsen (Loranthaceae), wohingegen Erysichton lineata sich von großblättrigen Regenwaldbäumen aus den Familien der Raublattgewächse (Boraginaceae), Myrtengewächse (Myrtaceae), Silberbaumgewächse (Proteaceae) und Seifenbaumgewächse (Sapindaceae) ernährt. Der Name Jameela leitet sich von der anglisierten Übersetzung für das arabische Wort „schön“ ab.

## Merkmale
Die Gattung unterscheidet sich von der Gattung Erysichton unter anderem durch die Musterung der Flügelunterseiten; die stark gefleckten Termen (Flügelkanten distal vom Körper) der Flügeloberseiten, die bei Erysichton fehlen; die Flügelader CuA1 der Vorderflügel, die bei Jameela weniger stark gekrümmt ist; den Tornus der männlichen Vorderflügel, der bei Jameela eckig ist, wohingegen er bei Erysichton eher abgerundet ist, und die Schwänzchen am Tornus der Hinterflügel, die bei Jameela zumindest teilweise entwickelt sind. Anders als bei Erysichton, die langgestreckte paddelartige Duftschuppen besitzen, sind diese bei der Gattung Jameela federballschlägerförmig. Diese Schuppen sind sowohl auf den Vorder-, als auch den Hinterflügeloberseiten so dicht, dass sie die seidig-violette Färbung bei den Männchen bewirken.
Bei den Männchen sind die Genitalien deutlich in ihrer Längsachse gestaucht und haben nur etwa drei Viertel der Länge von denen der Gattung Erysichton. Das Vinculum ist bei Jameela seitlich betrachtet nahezu gerade, bei Erysichton ist es stark gekrümmt. Es ist außerdem bei Jameela sehr schmal und weniger als halb so breit, wie das von Erysichton. Die Valven sind halb so lang, wie die bei Erysichton und tragen statt zwei nur einen Fortsatz. Der Sinus ist viel weiter und die Socii sind weniger kräftig im Vergleich zu Erysichton. Außerdem ist das Coecum bei Erysichton nicht knollig, der Ductus seminalis tritt bei Erysichton deutlich an der linken Dorsalseite in den Aedeagus ein und die Juxta ist kräftiger, stark gebogen und die T-förmigen Zacken sind sehr flach. Der Ductus seminalis bei den Weibchen von Jameela palmyra ist nur schwach eingerollt. Auch die Facettenaugen unterscheiden sich zwischen den Gattungen. Bei Jameela ist die REP (reflective eye pattern) weiß pigmentiert (Typ III), wohingegen sie bei Erysichton schwarz und unpigmentiert (Typ I) ist.

## Vorkommen und Lebensweise
Die Gattung ist vor allem in und um Australien beheimatet und kommt von Maluku im Westen, östlich bis Papua-Neuguinea, dem Bismarck-Archipel, den Salomonen und den Küsten von Ostaustralien vor. Sie besiedelt tropische und subtropische Regenwälder und andere Waldlebensräume. Die Vertreter der Gattung kommen mit Erysichton lineata sympatrisch vor.
Die Raupen von Jameela palmyra wurden an Riemenblumengewächsen (Loranthaceae) nachgewiesen. Von ihnen ist lediglich bekannt, dass sie ausgewachsen rötlichbraun sind und Ähnlichkeit mit denen von Erysichton lineata haben, sich von diesen jedoch durch eine glattere Oberfläche ihres horizontal abgeflachten (onisciformen) Körpers unterscheiden. Die Puppen der Art sind, wie auch die Eier, unbekannt; von Jameela albiplaga sind sämtliche Präimaginalstadien wie auch die Nahrungspflanzen unbekannt.

## Taxonomie und Systematik
Die Gattung wurde anhand einer Untersuchung durch Grund & Eastwood im Jahr 2010 aus zwei Arten, die aus der Gattung Erysichton ausgegliedert wurden, aufgestellt. Letztere Gattung umfasst durch diese Ausgliederung nur mehr die Typusart Erysichton lineata und wurde damit monotypisch. Eine molekulargenetische Untersuchung von Jameela albiplaga konnte jedoch nicht durchgeführt werden. Die Art wurde auf Grund der Aussage von Tite (1963), dass die männlichen Genitalien morphologisch mit denen von J. palmyra identisch seien und von weiteren morphologischen Übereinstimmungen, die anhand von hochauflösenden Fotos des Holo- und Allotypus getroffen wurden, der Gattung Jameela zugeordnet.
Folgende Arten werden der Gattung zugerechnet:
- Jameela palmyra (C. Felder, 1860)
- Jameela albiplaga (Tite, 1963)

## Belege